# Thuilley-aux-Groseilles
Thuilley-aux-Groseilles is een gemeente in het Franse departement Meurthe-et-Moselle (regio Grand Est) en telt 219 inwoners (1999). De plaats maakt deel uit van het arrondissement Toul.

## Geografie
De oppervlakte van Thuilley-aux-Groseilles bedraagt 9,1 km², de bevolkingsdichtheid is 24,1 inwoners per km².
De onderstaande kaart toont de ligging van Thuilley-aux-Groseilles met de belangrijkste infrastructuur en aangrenzende gemeenten.

## Demografie
Onderstaande figuur toont het verloop van het inwonertal (bron: INSEE-tellingen).